# پارا-فنیلن دی‌آمین
پارا-فنیلن دی‌آمین، یک ترکیب آلی با فرمول C6H4 (NH2) 2 است. این ترکیب مشتق از آنیلین، یک جسم جامد بی‌رنگ است. به‌طور معمول نمونه‌های این ماده حاوی ناخالصی‌های زرد رنگی است که ناشی از اکسیداسیون آن باشد. از این ماده عمدتاً به عنوان یک جزء از پلیمرهای مهندسی و کامپوزیت استفاده می‌شود. همچنین یکی از اجزاء ترکیباتِ رنگ مو است.